# Bord na Móna
Bord na Móna (Irisch, bˠoːɾˠd̪ˠ nə mˠoːn̪ˠə, deutsch: Torfbehörde, Torfagentur) ist ein halbstaatliches irisches Unternehmen, das den industriellen Abbau und die Verwertung von Torf im Land beherrschte.

## Geschichte
Der Vorgänger des Bord na Mona, das Turf Development Board Ltd, wurde bereits 1933 gegründet. Das Unternehmen war insbesondere während des Zweiten Weltkrieges von großer Bedeutung, da die Versorgung mit Kohle knapp war und die nationale Energieversorgung durch Torf sichergestellt werden musste.
Das heutige Unternehmen wurde 1946 durch das „Torf-Entwicklungs-Gesetz“ (Turf Development Act) gegründet.
Da das Fördermaximum der fossilen Energiequelle Torf absehbar war und die Torfkraftwerke damit nur noch eine begrenzte Restlaufzeit hatten, bereitete sich Bord na Mona darauf vor, in Zukunft in die Gewinnung erneuerbarer Energiequellen einzusteigen. Ein bereits seit 1993 in Oweninny im County Mayo betriebener Windpark soll von derzeit 6 MW auf eine elektrische Leistung von mehr als 350 MW ausgebaut werden.

## Torfgewinnung und -verarbeitung
→ Siehe auch: Torf#Irland
Insbesondere in den irischen Midlands, in den Counties Offaly, Longford und Westmeath bewirtschaftete Bord na Móna die ausgedehnten Moore und gewann Torf vor allem als Brennstoff für die großen Torfkraftwerke des nationalen irischen Energieversorgers Electricity Supply Board (gemahlen), aber auch für den häuslichen Bereich (als Brikett).
Hierfür betrieb Bord na Móna die notwendigen Torfstiche, Trockner, Mühlen und Brikettfabriken.

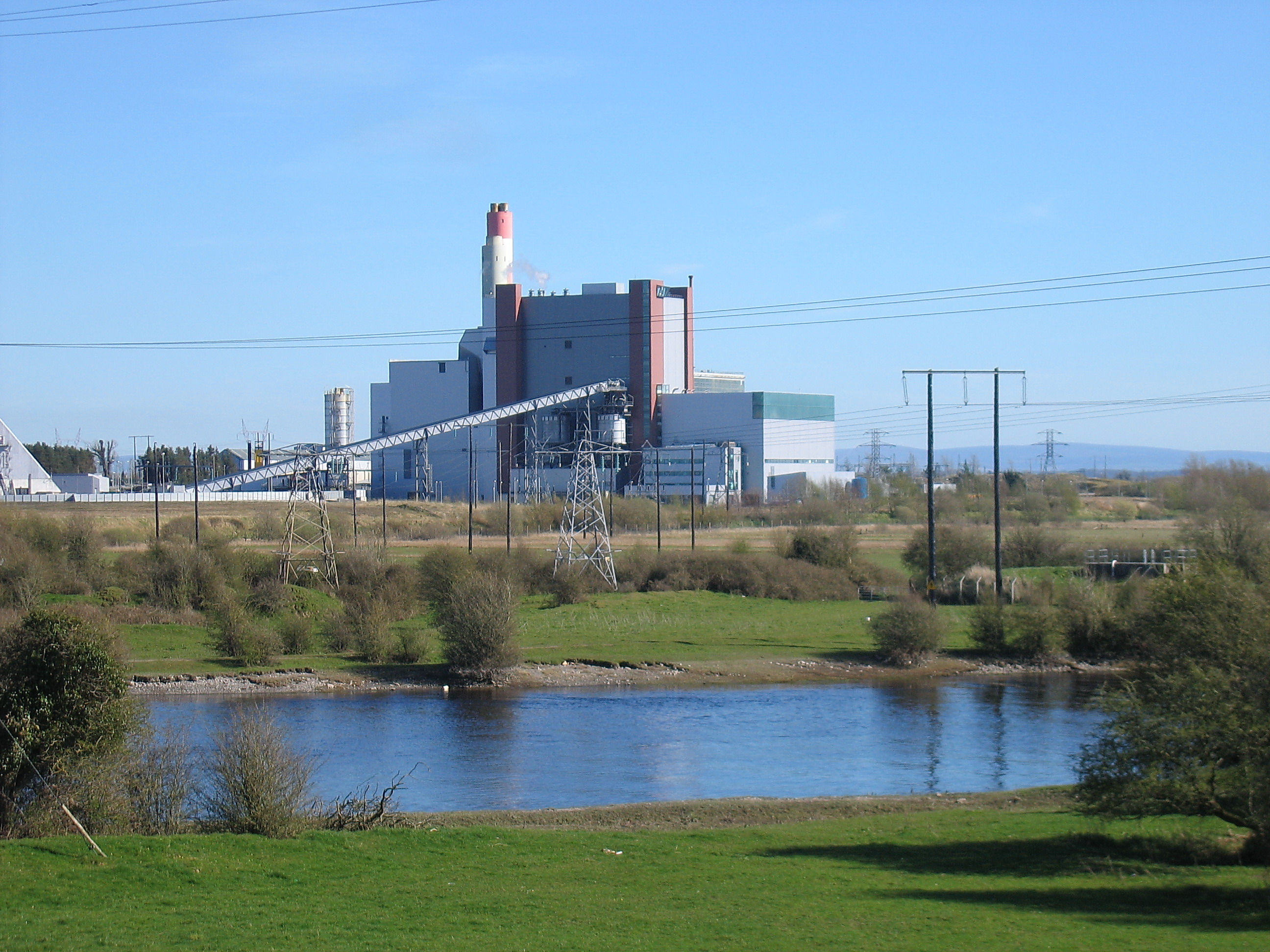
Kraftwerk West Offaly in Shannonbridge, das vom Bord na Móna mit Brennstoff versorgt wird
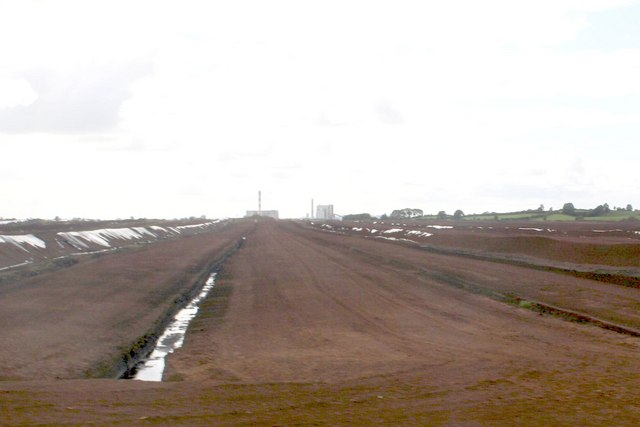
Industrieller Torfabbau nahe dem Torfkraftwerk West Offaly
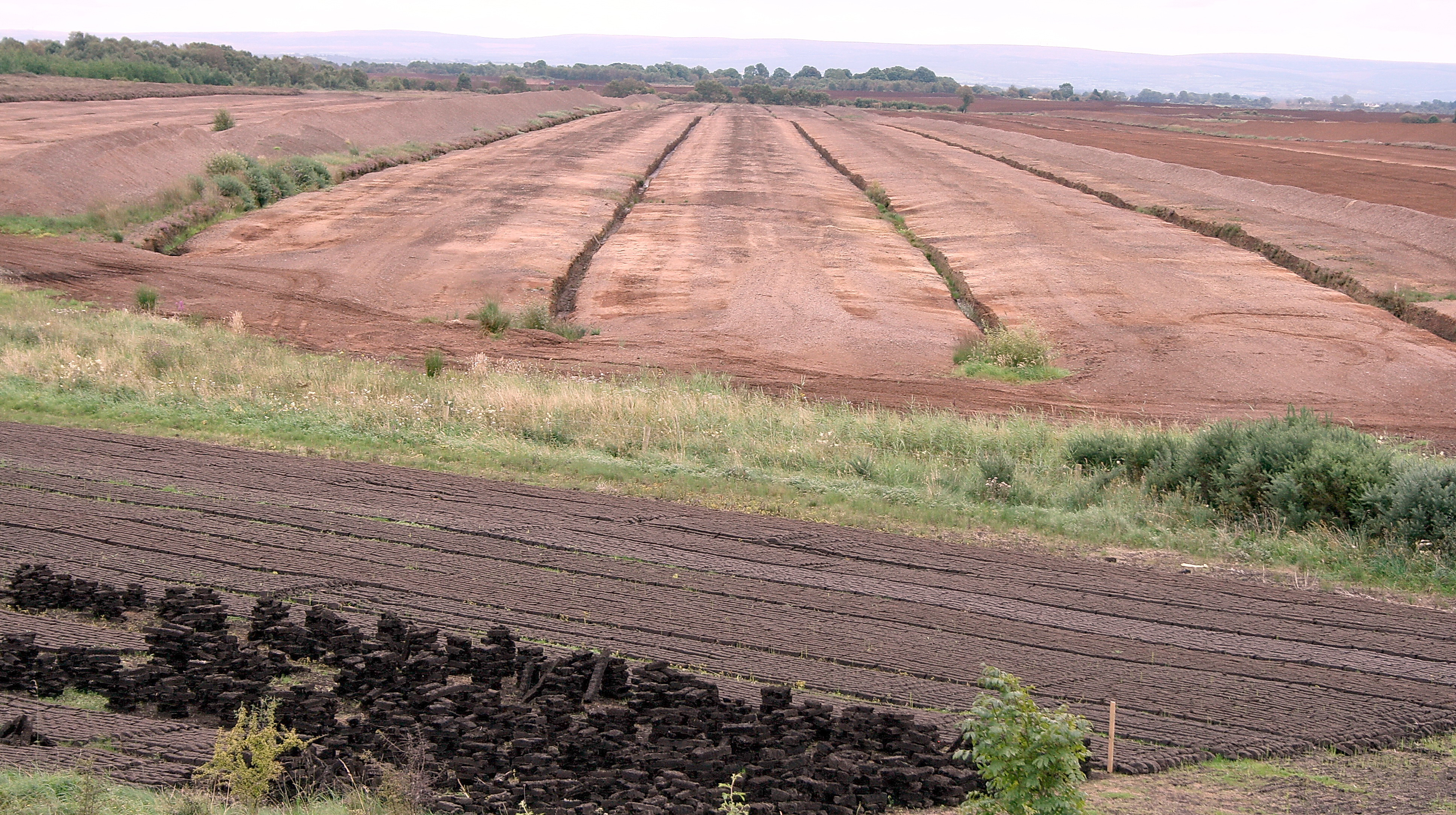
Industrieller Torfabbau im Bog of Allen
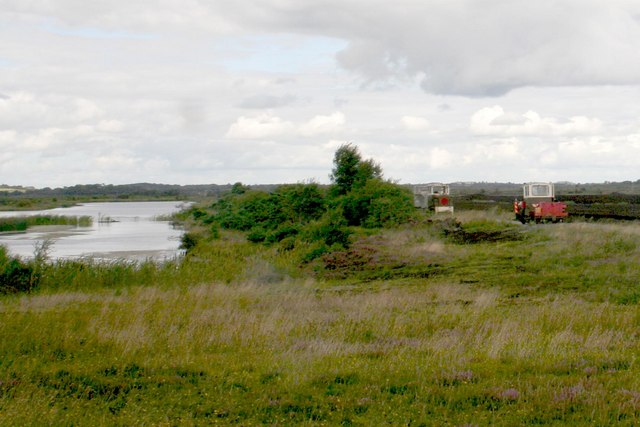
Feldbahn nahe dem Torfkraftwerk West Offaly

Als Nebenprodukte werden Anzünder, Bodensubstrat für den Gartenbau und andere Produkte auf Torfbasis vertrieben.

## Bahnbetrieb
→ Siehe auch: Schienenverkehr in Irland

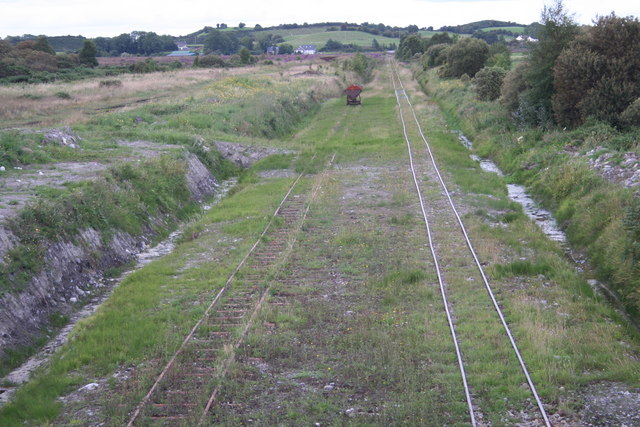
Feldbahn für den Torftransport nahe Shannonbridge

Für den Transport des gewonnenen Torfes und der daraus hergestellten Produkte (jährlich mehr als 5 Mio. t) betrieb Bord na Móna ein ausgedehntes Netz von Schmalspurbahnlinien wie z. B. der Clonmacnoise and West Offaly Railway. Das Netz war teilweise fest verlegt, teilweise als Feldbahn mit „fliegenden“ Gleisen ausgeführt, d. h. die Gleise wurden dort regelmäßig umgesetzt, um dem Abbaufortschritt in den Mooren zu folgen, bzw. Platz zu machen. Mit einer Gesamtlänge von mehr als 2000 km war das Netz größer als das der nationalen Bahngesellschaft Iarnród Éireann (Irish Rail). Bord na Móna ist damit einer der größten industriellen Bahnbetreiber Europas.

## Ende der Torfkraftwerke
In den letzten Jahren wurden die großen Torfkraftwerke sukzessive stillgelegt. Das letzte bei Lanesborough wurde Ende 2020 vom Netz genommen.